# Rico Meinel
Rico Meinel (* 3. April 1974) ist ein ehemaliger deutscher Skispringer.
Der Klingenthaler Meinel sprang ab 1991 im Skisprung-Continental-Cup (COC). Bereits in seiner ersten Saison 1992/93 erreichte er mit 43 Punkten den 15. Platz in der COC-Gesamtwertung. Am 18. März 1992 erreichte er im Teamspringen bei der Junioren-Weltmeisterschaft im finnischen Vuokatti die Bronzemedaille. Nachdem er auch anfangs der folgenden Saison gute Ergebnisse im Continental Cup erzielen konnte, wurde er für den A-Nationalkader nominiert und bestritt am 5. Dezember 1992 im schwedischen Falun sein erstes Springen im Skisprung-Weltcup und wurde in jener Saison auch im Skiflug-Weltcup eingesetzt. So war er etwa in Kulm Ende Januar 1993 an beiden Wettkampftagen hinter Christof Duffner mit den Platzierungen 26 und 27 jeweils zweitbester deutscher Springer. In seinen ersten beiden Weltcup-Saisons blieb er jedoch ansonsten weitgehend erfolglos. Erst am 4. Januar 1995 konnte er in Innsbruck mit dem 5. Platz erstmals unter die besten Zehn springen. Auch in den restlichen Springen der Saison erreichte er mehrmals die Punkteränge. So erreichte er zum Ende der Saison 1994/95 den 31. Platz in der Weltcup-Gesamtwertung. Bereits in der Gesamtwertung der Vierschanzentournee 1994/95 war er mit Platz 17 erfolgreich. Bis 1997 sprang Meinel noch parallel im Continental Cup und im Weltcup, blieb jedoch weitgehend erfolglos. Deshalb beendete er 1997 seine aktive Skisprungkarriere.
Nach seiner Karriere studierte der gelernte Fitness-Fachwirt Meinel Tourismuswirtschaft und arbeitete in der Hotelbranche in London, Berlin, Erfurt und Günzburg. Er war zudem zunächst als angestellter Geschäftsführer und Trainer eines Fitnesscenters in Chemnitz tätig. Im Februar 2012 gründete er dort sein eigenes Fitnessstudio.